# Campionato mondiale cadetti di scherma 1995
Il Campionato mondiale cadetti di scherma del 1995 ("1995 World Cadets Fencing Championships") è stato organizzato dalla Federazione internazionale della scherma e si è svolto a Parigi in Francia dal 11 al 16 aprile.
Nel fioretto, si sono aggiudicati i titoli del campionato mondiale il francese Sebastien Coutant, che ha battuto in finale l'colombiano Carlos Rodriguez, e la statunitense Iris Zimmermann che ha avuto la meglio sull'italiana Margherita Granbassi.
Nella spada il tedesco Sven Schmid ha battuto in finale il russo Pavel Stepanov, ottenendo il titolo mondiale cadetti maschile, mentre tra le donne la magiara Emese Takacs ha superato la canadese Alexandra Wawryn.
Nella sciabola il magiaro Geza Marffy prevale sul tedesco Cristiano Kraus.

## Podi

### Uomini
| Specialità  | Oro               | Argento          | Bronzo                            |
| Individuali |                   |                  |                                   |
| Fioretto    | Sebastien Coutant | Carlos Rodriguez | Michele Dei Tobias Frank          |
| Spada       | Sven Schmid       | Pavel Stepanov   | Taras Froliak Evgeniy Varich      |
| Sciabola    | Geza Marffy       | Cristiano Kraus  | Gabor Argyelan Alessio Diatchenko |

### Donne
| Specialità  | Oro             | Argento              | Bronzo                             |
| Individuali |                 |                      |                                    |
| Fioretto    | Iris Zimmermann | Margherita Granbassi | Natascha Lotter Agata Misiak       |
| Spada       | Emese Takacs    | Alexandra Wawryn     | Ludmila Piliponis Evgen Sigatcheva |

## Medagliere
| Pos.   | Nazione     | Oro | Argento | Bronzo | Totale |
| ------ | ----------- | --- | ------- | ------ | ------ |
| 1      | Ungheria    | 2   | 0       | 1      | 3      |
| 2      | Germania    | 1   | 1       | 2      | 4      |
| 3      | Francia     | 1   | 0       | 0      | 1      |
| 3      | Stati Uniti | 1   | 0       | 0      | 1      |
| 5      | Russia      | 0   | 1       | 2      | 3      |
| 6      | Italia      | 0   | 1       | 1      | 2      |
| 7      | Colombia    | 0   | 1       | 0      | 1      |
| 7      | Canada      | 0   | 1       | 0      | 1      |
| 9      | Ucraina     | 0   | 0       | 2      | 2      |
| 10     | Polonia     | 0   | 0       | 1      | 1      |
| 10     | Estonia     | 0   | 0       | 1      | 1      |
| Totale | Totale      | 5   | 5       | 10     | 20     |